# Tapeinosperma laeve
Tapeinosperma laeve är en viveväxtart som beskrevs av Mez. Tapeinosperma laeve ingår i släktet Tapeinosperma och familjen viveväxter. Inga underarter finns listade i Catalogue of Life.